# Напёрстки (игра)

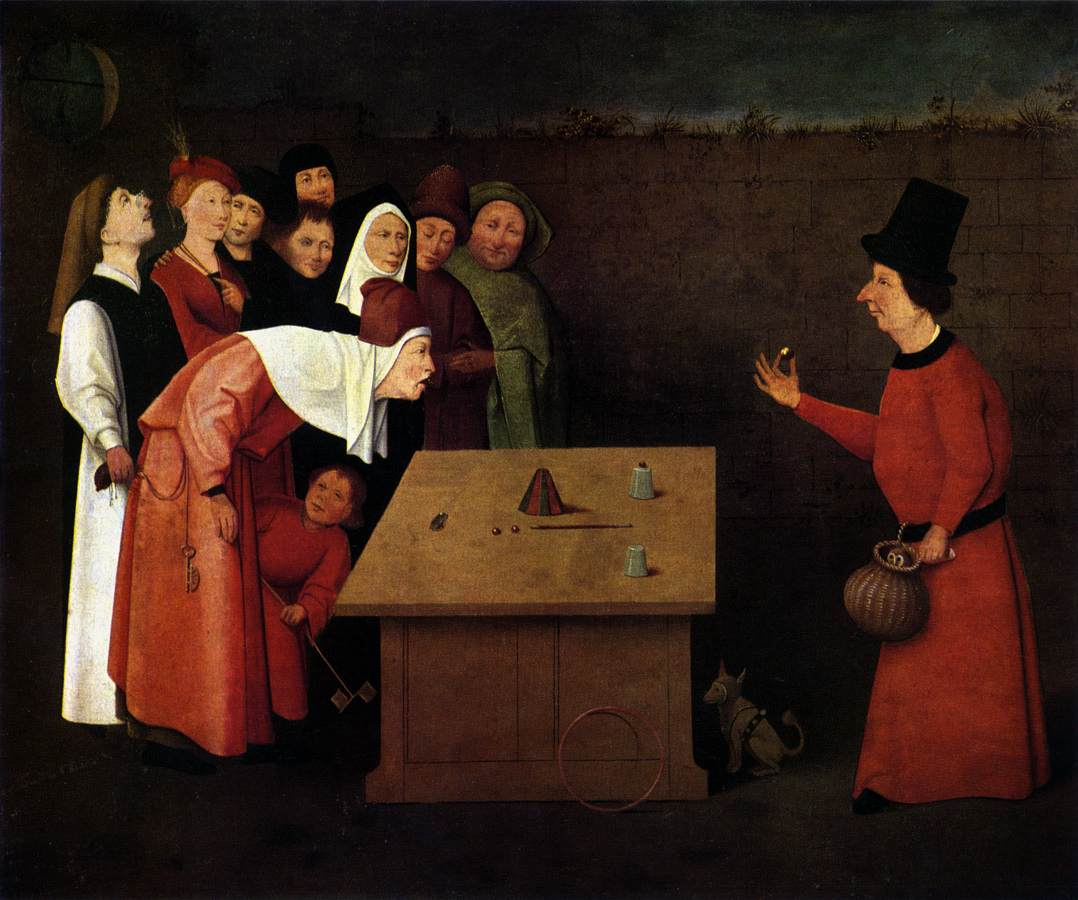
Предположительно Иероним Босх Фокусник. (Картина изображает фокусника, манипулирующего чашками и шариками, как это практикуется со времен древнего Египта. Игра в напёрсток происходит от этого старинного фокуса. На переднем плане карманник обворовывает зрителя, который наклонился, чтобы лучше разглядеть манипуляции фокусника.)

Напёрстки — азартная игра, в которой участвуют два человека: ведущий и игрок. У ведущего имеется три одинаковых непрозрачных напёрстка, под один из которых он прячет маленький шарик, после чего быстро меняет напёрстки местами. Затем игроку предлагается угадать, под каким из напёрстков находится шарик.

## История

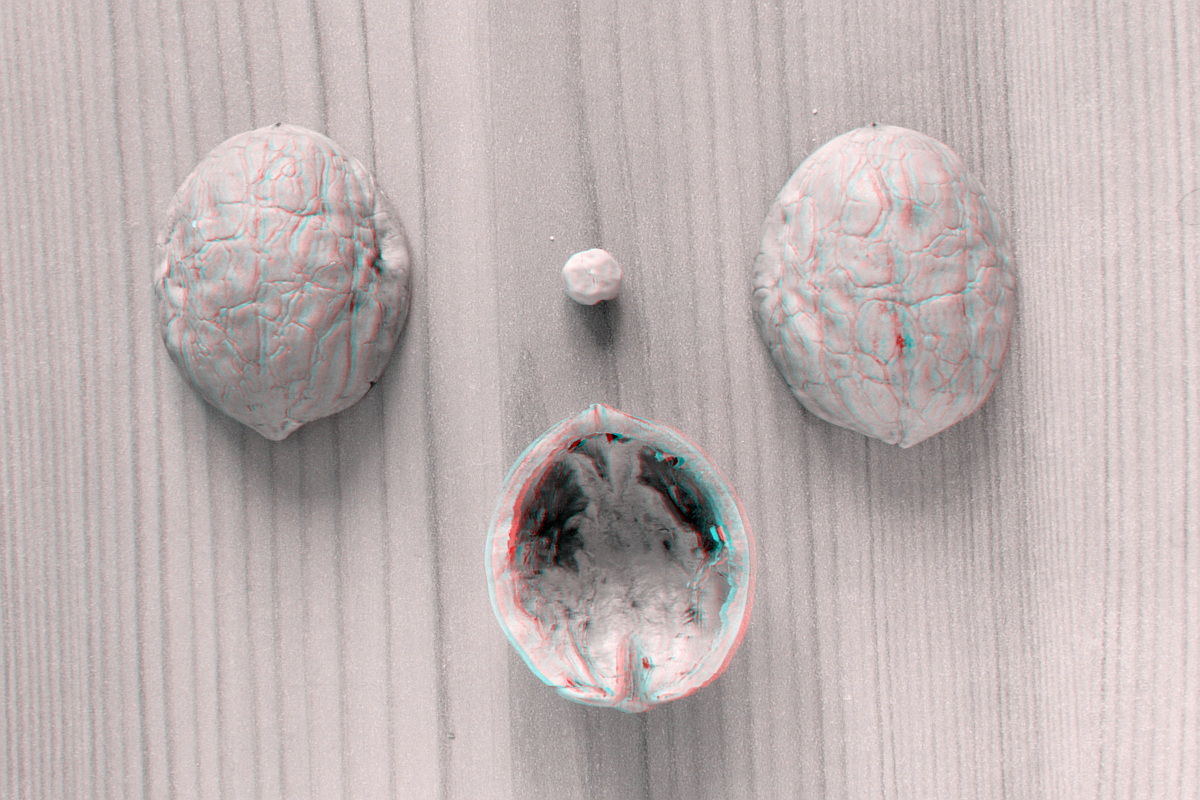
Скорлупки грецкого ореха часто используются для игры

Игра в напёрстки была известна ещё в Древней Греции. Там она появилась из Индии и называлась «Игра с кубками». Одно из первых упоминаний встречается у Алкифрона, древнегреческого ритора, жившего во II и III веке н. э. В своей книге «Дипнософисты», написанной в форме застольных бесед на различные темы, он передаёт детальный рассказ поражённого крестьянина, который впервые в городе увидел этот трюк.
Само название игра в напёрстки появилось в 1790-е годы, в Англии, где для игры стали использовать швейные напёрстки. Раньше вместо напёрстков, кроме кубков, использовалась скорлупа грецкого ореха и крышечки от бутылок, мелкие чашки.
Мошенничество было постоянным атрибутом игры, по крайней мере, в течение всего XIX века, когда профессиональные шулеры стали находить простаков во время своих путешествий и около ярмарок. Из-за опасений ареста и в поисках простаков шулера постоянно кочевали из города в город, не задерживаясь надолго в одном месте.

## Мошенничество

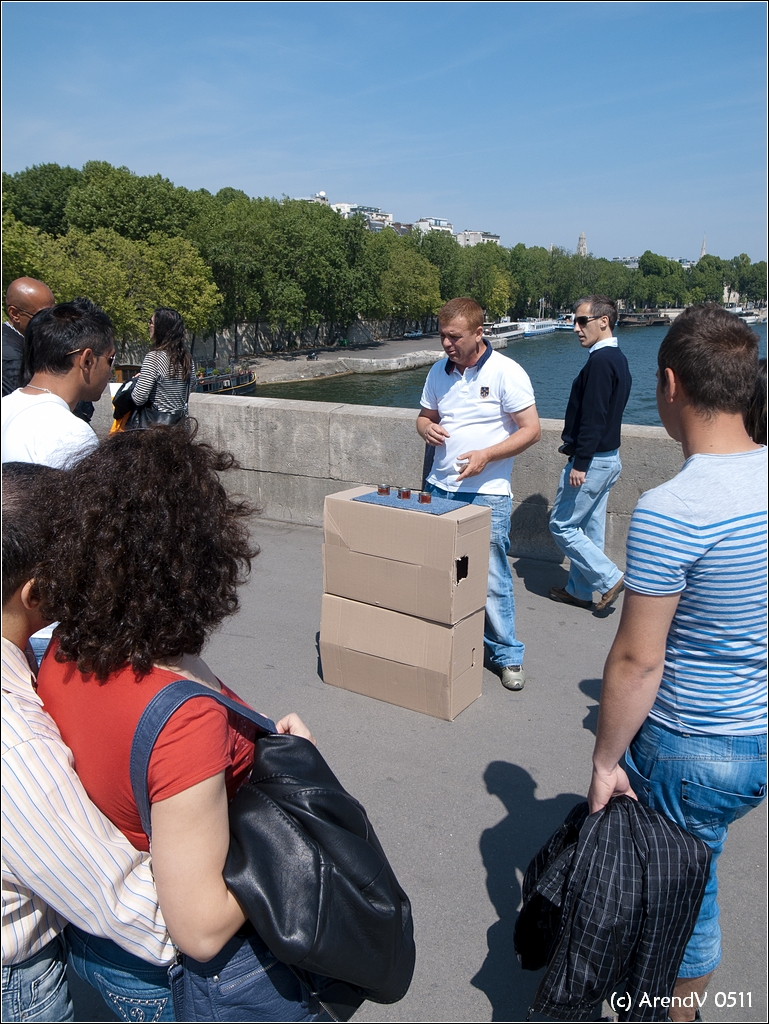
Современный уличный манипулятор в Париже вблизи Эйфелевой башни. 2011 г.

Игра обычно является азартной, то есть ведётся на деньги, и зачастую является формой мошенничества, так как ловкость рук позволяет ведущему спрятать шарик, убрав его из-под напёрстка, несмотря на всю внимательность игрока. Манипуляции строятся на так называемых «обманных пассировках» — например, исполнитель делает вид, что перекатывает шарик из одного напёрстка в другой; на самом же деле шарик попадает в третий напёрсток или же остаётся на прежнем месте. Для исполнения целой серии подобного рода комбинаций требуется большое мастерство манипулятора. 
Иногда ведущий позволяет игроку выиграть несколько раз подряд — а когда ставка становится достаточно значительной, прибегает к шулерству и забирает все деньги. Хотя гораздо чаще игроку выигрывать не дают вообще. Когда он проигрывает первый раз, ему предлагают отыграться — а пытаясь отыграться, он проигрывает всё больше и больше денег.
Обычно у напёрсточника есть помощники, изображающие простых людей, которые тут же «выигрывают» проигранные жертвой деньги. Благодаря этому приёму, если напёрсточник оказывается арестованным, то денег при нём не находят.
Часто вместе с напёрсточником (на жаргоне называется «низовой») в мошенничестве участвуют и «быки» (охрана напёрсточника). Они нужны на случай, если жертва заметит обман и попытается вернуть свои деньги силой. В начале игры быков можно заметить где-нибудь на расстоянии — близко они обычно не подходят, чтобы не отпугивать жертву своим внешним видом.

### Мошенничество для «умных»
В связи с тем, что масса населения уже знает, что напёрсточник прибегает к трюкам и выиграть у него невозможно, мошенниками иногда применяется схема «для умных». «Умному» мошенники предлагают стать одним из них, изображать толпу и выигрывать у напёрсточника то, что будут ему проигрывать другие. В роли подставного будут участвовать помощники напёрсточника из «простых людей» (см. выше). Однако подставные будут постоянно выигрывать, а «умный» постоянно проигрывать, до тех пор пока у «умного» не кончатся деньги или он не поймёт, что стал жертвой мошенников. Тогда к нему приближаются «быки» из охраны напёрсточника и его по-хорошему просят удалиться.

## «Напёрстки» в кино
- «Трест, который лопнул»
- «Игла»
- «Воры в законе»
- «Фанат»
- «На Дерибасовской хорошая погода, или На Брайтон-Бич опять идут дожди (фильм)» — в фильме комически показана игра в напёрстки.
- «След чёрной рыбы» (сериал)
- «Улицы разбитых фонарей» — 1 (серия «Попутчики»)
- «Ментовские войны» — 7 сезон, «Змея в траве»
- «Легенда о Тампуке» (сериал)
- «Время жестоких» (сериал)
- «Секретные поручения» (сериал)
- «Рэкетир» (фильм)
- «Тульский Токарев» (сериал)
- «Белая стрела. Возмездие» (сериал)
- В Форт Боярд (телеигра) наперстки были одним из испытаний.
- «Просто Америка» («Just Like America»)
- Вуди Вудпекер
- В мультсериале «Аладдин» Страж предлагает в качестве второго испытания выиграть у него в напёрстки. Зная секрет игры, Аладдин берётся за один, в то время, как его друзья — Коврик и Яго — поднимают два оставшихся. Стражу приходится признать своё поражение (очевидно, ножичка не было ни под одним).
- «Аватар: Легенда об Аанге»: эпизод 307 «The Runaway». Тоф выигрывает у напёрсточника, пытавшегося скрыть все шарики в рукаве, тем, что магией Земли оставляет один шарик в напёрстке.
- Три богатыря на дальних берегах Гомума — гигантская горилла ищет богатырей в хижинах, что очень напоминает игру в напёрстки.
- Три богатыря. Ход конём — мошенник Дуб играет с Князем в «в какой шкатулке жёлудь?», что напоминает игру в напёрстки.
- Капитан Пронин в космосе: Капитан выигрывает у космических пиратов всё их имущество. При этом ясно показано, что он жульничает — напёрстки разного цвета, но пираты все равно проигрывают.
- Тёмная материя (телесериал)
- «Слово пацана. Кровь на асфальте» (сериал)

## «Напёрстки» в компьютерных играх
- В игре Tapper бонусный уровень представляет собой игру в напёрстки — требуется найти банку, которую «плохой» не брал в руки.
- В игре Beyond Good and Evil главной героине предоставляется возможность сыграть в напёрстки (точнее, в их увеличенную копию). Компьютер при этом играет честно.
- В игре «Ворона, или Как Иван-дурак за кладом ходил» первый уровень заключается в том, что Кот учёный в киоске «Лукоморье» предлагает игроку угадать, под каким глиняным горшком находится яблоко.
- В локациях из The Binding of Isaac встречается наперсточник, прячущий награду под черепом-наперстком. Шанс победы зависит от внутриигровой «удачи». При проигрыше из черепа вылетает агрессивная муха.
- В игре Watch Dogs на улицах города можно сыграть в напёрстки.
- В игре Morrowind (дополнение Tribunal) в таверне «Крылатый Гуар» встречается напёрсточник, предлагающий «сыграть в панцири». Шансов выиграть у игрока нет, но игрок может наняться в таверну вышибалой и попросить напёрсточника убраться из таверны.
- В World of Warcraft: Legion появились локальные задания «Бочки веселухи», в ходе которых игрок из перемещаемых бочек отгадывает правильную.
- В игре Geometry Dash есть уровень LIMBO, геймплей которого целиком основан на сложных запоминаниях, и его концовка представляет собой игру в напёрстки из восьми быстро перемещающихся ключей, из которых игрок должен угадать один правильный, чтобы пройти уровень.